# Hasenfell

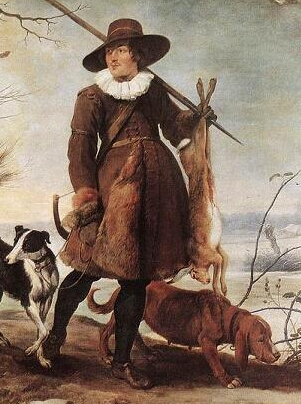
Jäger mit erlegtem Hasen und Hasenfell-Innenfutter (Jan Wildens, 1624)

Als Hasenfell werden Felle von Tieren der Gattung der Echten Hasen bezeichnet. Diese werden im Rauchwarenhandel vertrieben und von Kürschnern zu Pelzen verarbeitet.
Im Rauchwarenhandel waren Hasenfelle bzw. Hasenbälge schon immer weniger gefragt als die ähnlichen Felle der verwandten Gattung der Kaninchen, speziell der Hauskaninchen. Sicherlich spielt dabei die geringe Haltbarkeit eine wesentliche Rolle, das Hasenfell neigt vergleichbar stark zum Haaren wie das des Wildkaninchens.
Neben der Verwertung des Fells war die Nutzung der Haare (Scherware) bedeutender. Aus Hasenhaaren (Hasenhaar) oder Kaninhaaren wurden unter anderem feine Hutfilze und Garne hergestellt. Zusammen mit Baumwolle oder Seide versponnen ergaben sie Fäden hauptsächlich für Samtgewebe und für die Strumpfwirker. Aus den dabei abfallenden Häuten wurde Leim gekocht.

## Arten

### Europäischer Feldhase

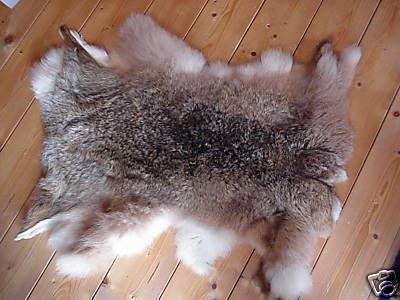
Fell eines europäischen Feldhasen

Die Felle der Europäischen Feldhasen haben für die Pelzwirtschaft nur eine geringe Bedeutung. Das dünne Leder reißt leicht und die Felle haaren stark aus. Der Haarschlag ist struppig und unansehnlich, das Haar hat eine besonders harte Schuppenschicht. All das macht das Fell, zusammen mit der dunklen, ungleichmäßigen Naturfarbe, für ein gleichmäßiges Färben nahezu ungeeignet. Die Hasen dienen vorwiegend der Jagdwirtschaft und damit der Fleischverwertung, das Fell fällt als wenig bezahltes Nebenprodukt an.
Oberhaar sowie Unterhaar sind nicht glatt, sondern gekrümmt (gekräuselt). Die ungleichmäßig über das Fell verteilten Grannen stehen büschelweise zusammen. Die Nackenhaare sind oft dicht und länger und werden zum Fellende abrupt, fast wie in Stufen, flacher. Dieser Unterschied kann selbst durch Scheren nicht völlig ausgeglichen werden.

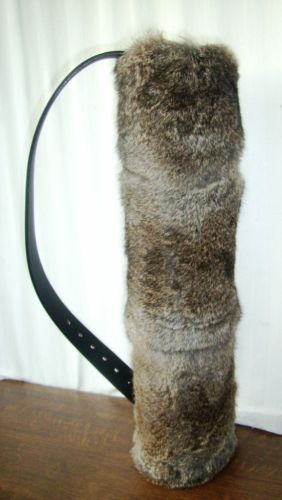
Köcher aus Hasenfellen (2011)

Das Fell ist deutlich größer als das des Wildkaninchens (= 35 bis 45 cm), es erreicht eine Felllänge bis etwa 70 cm, die Gliedmaßen sind ebenfalls länger. Der Schwanz ist stummelförmig und kürzer als beim Kaninchen. Für das gegerbte Fell wird festgestellt, dass es durch das „krause“ Leder leicht vom Kaninfell zu unterscheiden ist. Das braungelbe, erdfarbene Haar ist schwarzbraun gesprenkelt, die seidige Unterwolle ist weiß.
Als „Kränze“ bezeichnet die Rauchwarenbranche die Übergangsfelle von Hasen und Kaninchen. Bei Fellen, die vor der richtigen Zeit angefallen sind, sieht man auf beiden Seiten des Rückens im Leder sogenannte „Kränzchen“. Auch wenn das Haar sonst gut entwickelt ist, befinden sich hier ovale kurzhaarige Flecken, die zu einem späteren Zeitpunkt ausgewachsen wären. Als „Krauthasen“ wurden in einzelnen Auktionsberichten, zum Beispiel in der Slowakei, neben den Winter-, Herbst- und Sommerhasenfellen die letzte Qualität bezeichnet. Sie wurden etwa zu einem Viertel des Preises für Sommerhasen bewertet. Der Haltbarkeitskoeffizient für den grauen Feldhasen beträgt 5 bis 10 Prozent. Bei einer Einteilung der Pelztiere in die Feinheitsklassen seidig, fein, mittelfein, gröber und hart wird das Haar des weißen Hasen als fein, das des grauen Hasen als mittelfein eingestuft.
Feldhasen sind fast weltweit verbreitet. Die meisten Felle sind durch Schrotlöcher für Pelzzwecke entwertet und werden der Schneideindustrie für Filze zugeführt. 1989 waren über den Weltanfall keine Zahlen bekannt, doch wurde er für die Pelzwirtschaft als unbedeutend eingestuft.

### Schneeschuhhase (Polarhase)
Der Schneeschuhhase hat den Namen wegen seiner behaarten Hinterpfoten; er lebt im Hohen Norden Amerikas. In den nördlichsten Gebieten bleibt das Fell ganzjährig weiß. In den südlichen kanadischen Provinzen und einigen nördlichen Staaten der USA (Maine, Connecticut, Nordminnesota) wechselt das Haar im Sommer zu bläulichgrau, Rücken, Wangen und Ohren mehr dunkelgrau. Die Unterwolle hat immer einen leichten rosafarbenen Anflug. Das Fell ist etwas kleiner als das des Schneehasen, auch ist das Leder nicht so fest.
Wie beim Schneehasen ist die Behaarung auf dem Rücken dickwollig; die Wamme dagegen flattrig mit feinem langen Haar, die Verarbeitung erfolgt deshalb oft getrennt.
Trotz der großen Populationen kommen nur wenige Felle in den Handel. 1988 hieß es, dass die Felle meist nur von den Indianern und Eskimos verwertet werden. Die nordamerikanischen Cree-Indianer beherrschten bereits die, Ende des 20. Jahrhunderts wiederentdeckte, Technik, aus schmalen (Schneeschuhhasen-)Fellstreifen durch Weben Bekleidungsstücke herzustellen (siehe dazu Kaninfell, Kaninweben bei den Cree). 1971/1972 wurden aus Kanada etwa 10.000 Felle angeliefert, neuere Zahlen waren nicht bekannt.
Die Felle werden rund abgezogen angeliefert, mit dem Haar nach innen.

### Schneehase

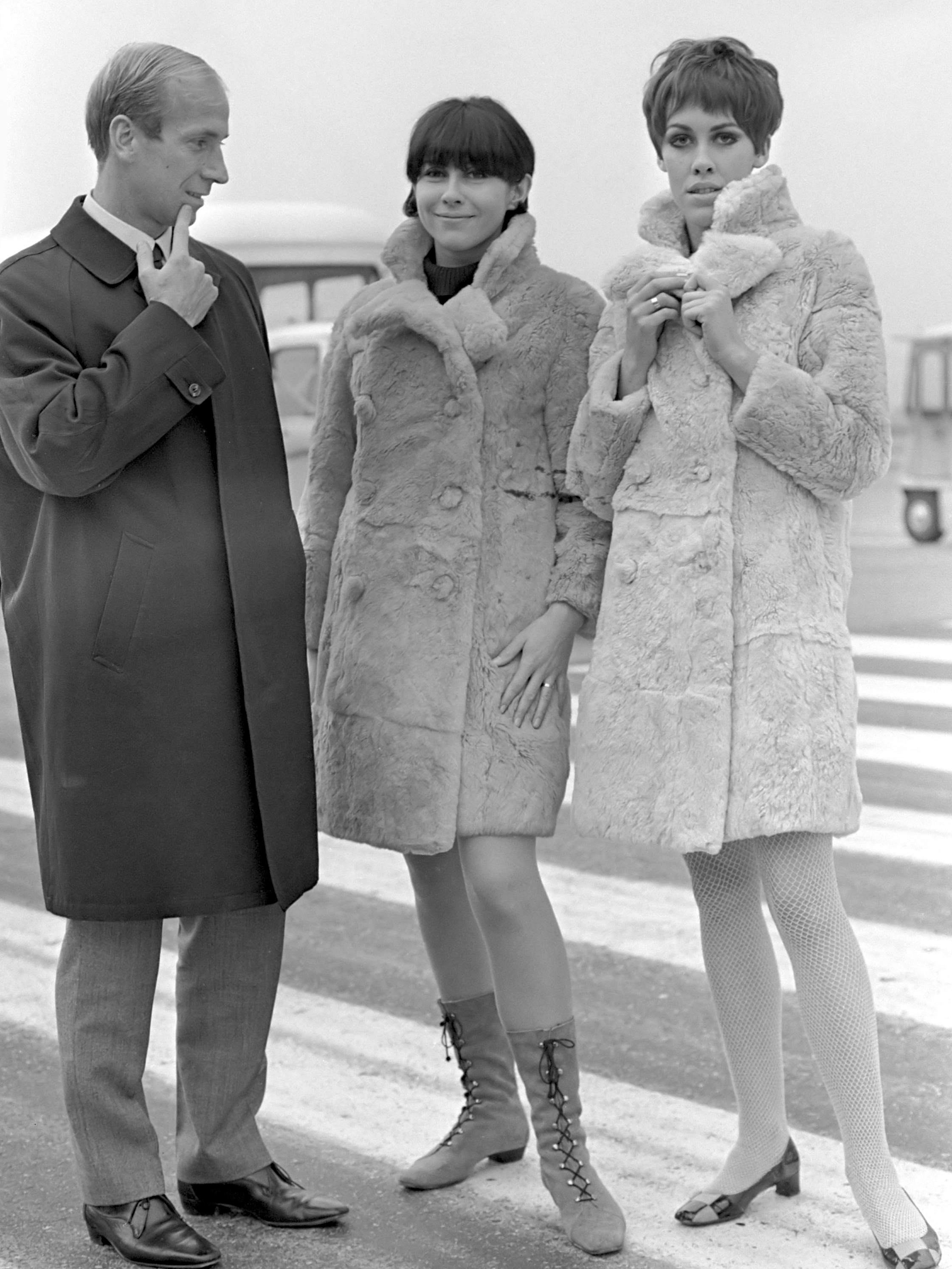
Zwei Schneehasenmäntel (1966)

Der Schneehase, oder auch Weißer Hase genannt, ist nahe mit dem Feldhasen verwandt. Er lebt vorwiegend in der Arktis, u. a. auf Grönland, Tschukotka und der Halbinsel Taimyr sowie in Ostsibirien bis zur Tundra, im Süden bis Kasachstan, in Europa bis zu den Alpen.
Im Sommer ist das Fell rotbraun bis bräunlichgrau, im Winter reinweiß, arktische Schneehasen bleiben ganzjährig weiß.
Russische weiße Hasen haben ein weiches, seidiges und sehr dichtes Haar. Die Leithaare werden bis zu 43 mm lang. Das blaugraue Unterhaar verläuft nach oben zu weiß, das Grannenhaar ist weiß. Die Übergangsfärbung des Sommerfells rührt von der graubraunen Färbung des Grannenhaars her. Skandinavische weiße Hasen sollen ein besonders feines Haar aufweisen. Amerikanische Felle unterscheiden sich dadurch, dass die rötlichbraune und blaugraue Unterwolle durch das weiße Deckhaar durchschimmert; sie haben ein besonders dünnes Leder. Die Haardichte beträgt 13.000 bis 14.000 Haare pro cm².

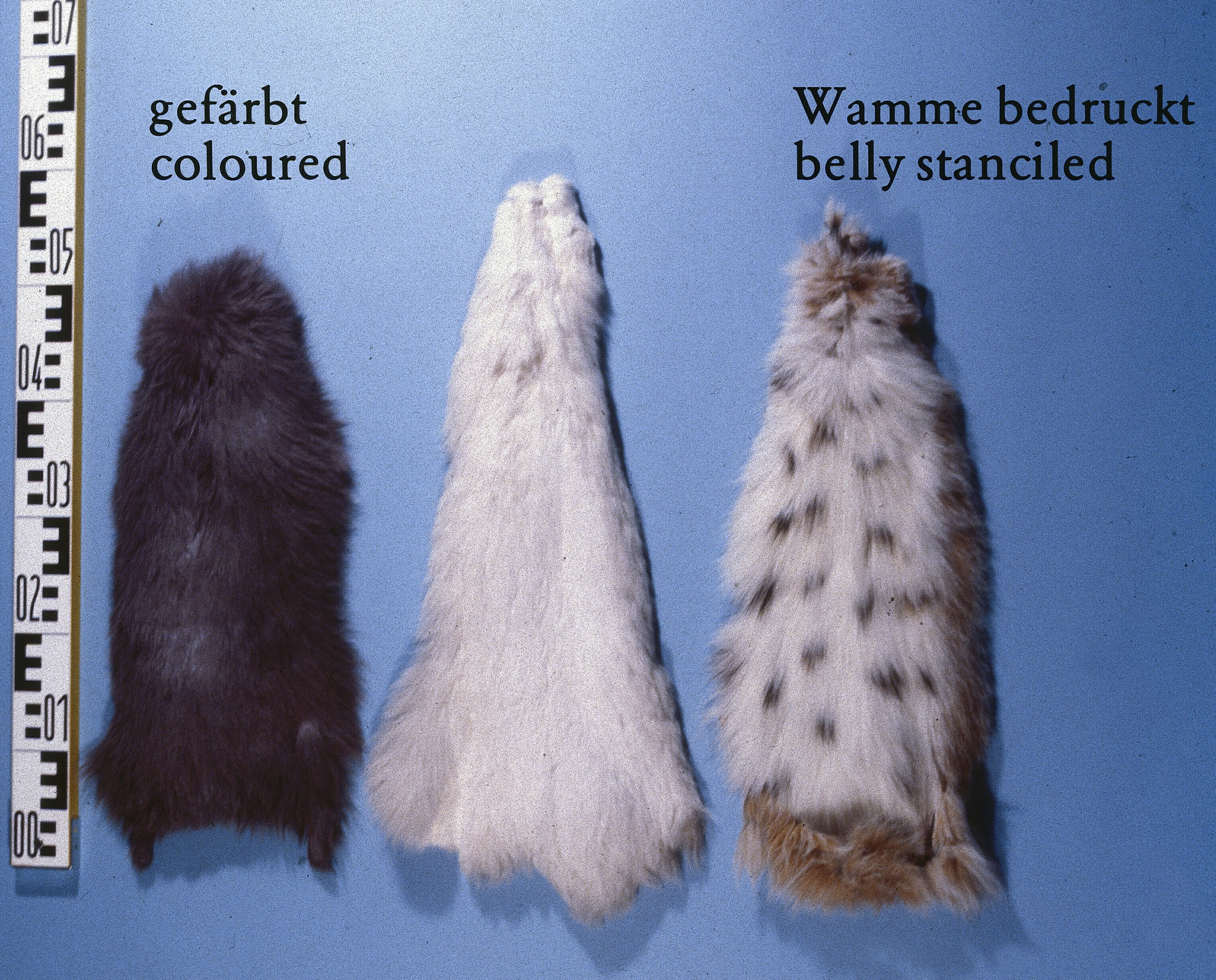
Schneehasenfelle:
links gefärbt, Mitte natur, rechts luchsartig bedruckte Wamme

Die Rückenbehaarung ist dickwollig, die Wamme hat ein langes, feines und offenes Haar. Das Leder ist dicker und stabiler als beim Feldhasen. Der kurze Schwanz ist buschig behaart, auch die Pfoten sind stark behaart.
Der Haltbarkeitskoeffizient für Schneehasenfelle beträgt 5 bis 10 Prozent. Sie stehen damit mit an letzter Stelle der Haltbarkeitstabelle für Pelze.
Der russische Handel unterteilt die Felle weißer Hasen in graue Hasen (Sommerfelle) und in Steppenhasen (aus Mittelasien). Das Fellgewicht unterscheidet sich je nach Herkommen, die schwersten sind die Kamyschlowsk (148–164 kg per 1000 Stück), die leichtesten die Ostsibirier (weniger als 81 kg per 1000). Die dazwischen liegenden Gewichtsklassen sind Ural (die zweitschwersten), Ufimsk, Kasan, Tomsk und Westliche. Die Bezeichnungen leiten sich meist von den Namen der zentralen Sammel- und Handelsplätze ab. In Kamyschlow waren auch zusammen mit Schadrinsk am Ural die bekanntesten Hasenzurichtereien.
Bereits rund zugerichtete (gegerbte) Felle waren fachmännisch sortiert und wurden in Bündeln zu je 1000 Stück verpackt. Grauspitzige Hasen (Herbst-Übergangsfelle), Bussy genannt, kosteten den halben Preis der weißen Winterware. Eine Zeitlang waren in Russland Schneehasen ein wichtiger Handelsartikel, der als Besatz Verwendung fand.

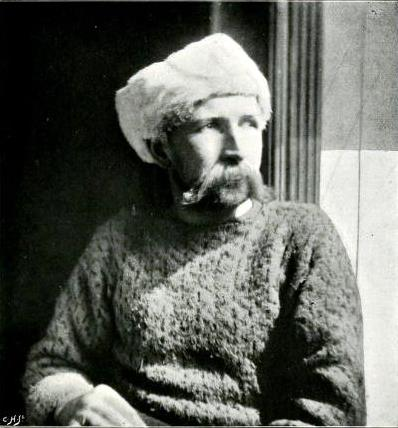
Adolph Juell, Mitglied der ersten Fram-Expedition mit Schneehasenmütze (1893)

Der deutsche Großhandel sortierte in
Mäuschen (Junghasen), IV. Sorte
Sommerhasen, III. Sorte
Herbsthasen (Halbe), II. Sorte
Kränze (Übergangsware)
Winterhasen, echte (Prima leichte),
Ib Sorte
Winterhasen, schwere (Prima schwere),
Ia Sorte
Extrahasen (Kürschnerhasen).
Das weiße Haar des Schneehasen lässt sich besonders gut in Modefarben einfärben; da es außerdem recht lang ist, ist das Schneehasenfell besonders für attraktive Besätze geeignet. Die flattrigen Bauchteile wurden manchmal getrennt von den Rücken als Polarfuchsfellimitation genutzt oder luchsgefärbt, die Rücken auf Chinchilla oder andere Edelpelzarten. Gelegentlich wurden zuletzt Hasenfelldecken angeboten; oftmals dürfte es sich hier jedoch um die ähnlichen Kaninchenfelle handeln.
Die Anlieferung an kleineren Alpenschneehasen-Fellen war unbedeutend.

### Andere Arten
Der chinesische Hase ist klein und hat schütteres Haar, das für die Filzfabrikation verwendet wird. Die Felle gingen meist nach Amerika (1952).
Felle aus der Familie der Pfeifhasen werden nicht für Pelzzwecke genutzt. Das farblich recht ansprechende Fell des südamerikanischen Pampashasen (Mara) hat eine sehr geringe Haltbarkeit, gelegentlich fanden sich in den Lieferungen argentinischer Hasenfelle einige Exemplare. Das dichte, weiche und glänzende Fell wurde fast nur von den Gauchos und Indianern zu hübschen Decken verarbeitet (1923). Die Felllänge beträgt etwa 50 bis 55 cm ohne den Stummelschwanz. Die Farbe ist oben braungrau mit dichter Sprenkelung, Bauch und Beine sind hellrötlichgelb.
Über den nordamerikanischen Präriehasen ist laut Franke/Kroll nichts über eine Fellverwertung bekannt. Die Felle sollen jedoch einmal ein bedeutender Handelsartikel gewesen sein. Sein englischer Name Whitetailed jack rabbit (Weißschwänziges Jack-Kaninchen) ist irreführend; es handelt sich um eine Hasenart.

## Geschichte, Handel, Verarbeitung

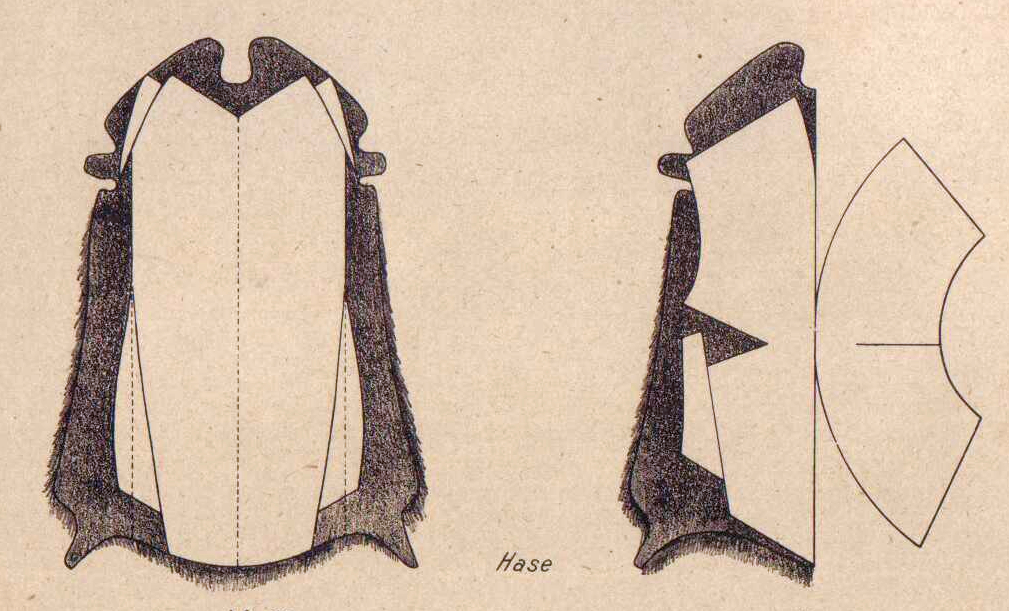
Zuschnitt eines Hasenfells für einen Muff und einen Kragen (1895)

Obwohl anzunehmen ist, dass Hasenfelle genutzt werden seitdem der Mensch jagt, lassen sich nur wenige frühe Angaben zur Nutzung anhand von Handelsaufzeichnungen finden. Da das Fell schon wegen seiner Häufigkeit nicht als edel angesehen wurde, fand man es offenbar wenig erwähnenswert. Wohingegen die Kleidung aus Fellen von Nutztieren wie Schaf und Ziege durchaus einige Beachtung erfuhr. In seiner Liste der wichtigsten Exportgüter aus dem heutigen Russland nennt der arabische Geograph Muhammed Muquaddesi im Jahr 985 auch bunte Hasen. Hasenfelle dienten in Russland im Tauschhandel als Maßstab, die kleinste Kupfermünze bekam dort den Namen Polutska, von Poluschken, ein halbes Hasenfell. Der 1085 gestorbene Adam von Bremen sprach den skandinavischen Ländern den Schwarzhasen zu. Der arabische Arzt Abu Muhammad ibn al-Baitar (ca. 1190; † 1248) bemerkte: „Die vortrefflichsten von ihnen sind die schwarzen und weißen. Sie haben einen guten Geruch und dienen als Kleidung älterer Männer“.
Im Spätmittelalter wurde der hasenbalc auch als Abdeckmaterial für Salbenverbände benutzt (beispielsweise bei der Gicht- und Hexenschussbehandlung durch den südwestdeutschen Wundarzt Hertwig von Passau).
Seit der zweiten Hälfte des 17. Jahrhunderts fand schon ein mäßiger Export von Hasenfellen aus Russland statt. Im Jahr 1670 wurden 43 Felle über Archangel und die Ostsee exportiert. Anschließend nahm die Ausfuhr schnell zu. Bereits 1749 kamen über St. Petersburg 347.789 Stück im Gesamtwert von 37.564 Rubeln, 1757 waren es 290.513 Felle. Um das Jahr 1776 betrug der Erlös für Russland 58.000 Rubel. Die Hasenfelle machten über zwei Drittel der Fellausfuhr aller aus russischen Häfen verschifften Felle aus (mit Ausnahme des Kaspischen Meeres).

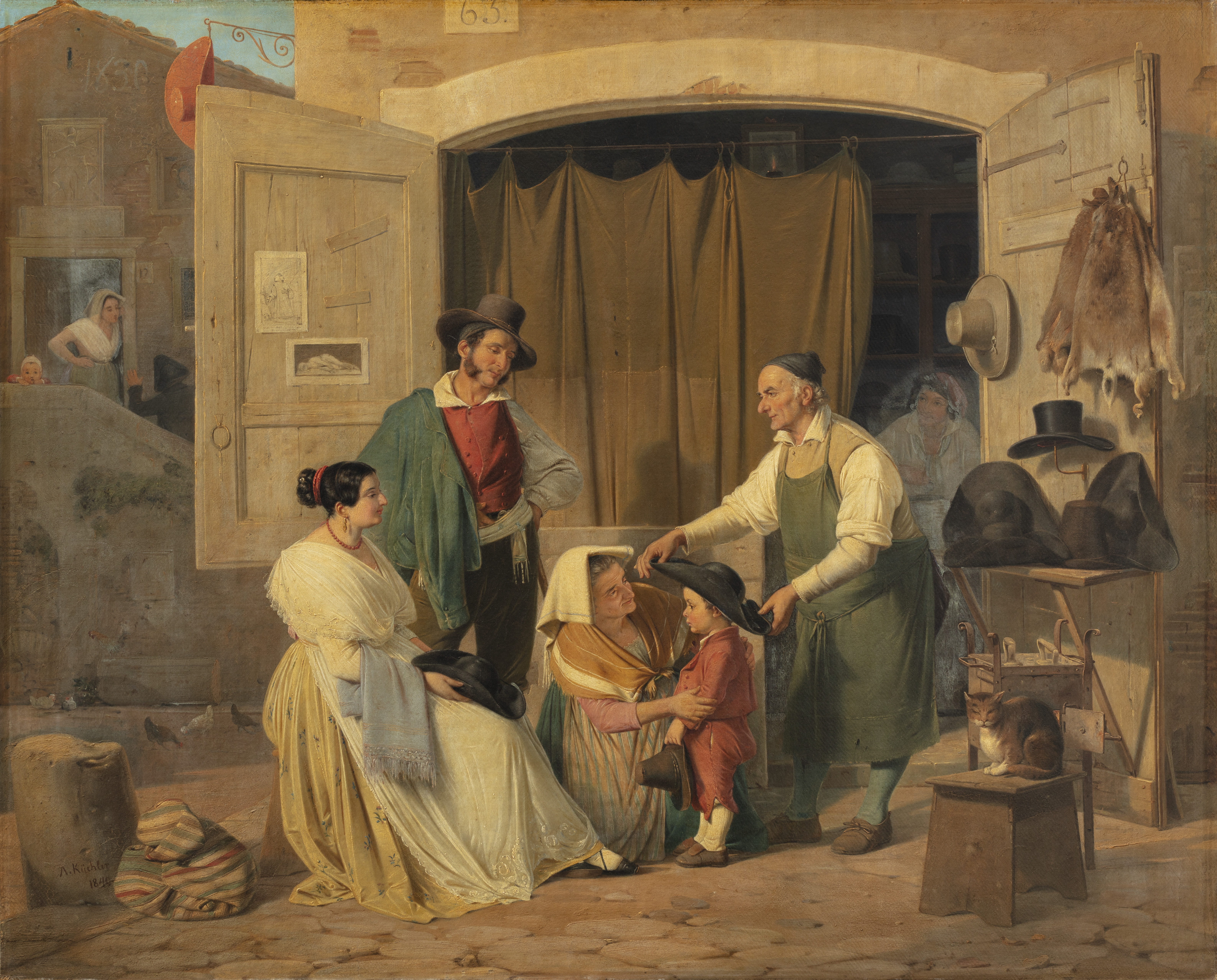
Hasenfelle beim Hutmacher (1840)

Die Hasenhaare für die Hutmacher wurden bereits sortiert gehandelt. Die besten Haare sind die Rückenhaare, es folgen die Bauchhaare, die zu „schlechten Hüten“ verarbeitet wurden. Für die sogenannten Stachelhaare, die sich in geringer Menge im Fell befinden, fand sich keine Verwendung. Schedels Waaren-Lexikon beschrieb im Jahr 1814 den europäischen Handel mit Hasenfellen wie folgt:

Der stärkste Handel hiermit wird aus Rußland und Nordamerika nach England, Holland und Deutschland getrieben. Rußland führt über Archangel und Riga besonders folgende Sorten aus: graue ukrainische Hasenfelle, russische Russue, die besonders für die Hutfabriken taugen und wovon das Tausend 140 bis 150 Rubel kostet, sibirische Hasenfelle (Saize), 100 bis 110 Rubel; ein Sack lauter Hasenrücken gilt 2 Rubel und 60 Kopecken, ein solcher mit Hasenbäuchen, 2 Rubel; weiße russische Hasenbälge, die weniger Felle enthalten, und wo auch die Bälge nicht so viel Haare haben, 2 Rubel und 20 Kopecken; dergleichen Bauchstücke 1 R. 80 K.; gelbe russische Hasenbälge, an Rückenstücken, der Sack 2 R.; Bauchstücken von solchen 1 R. 50 K. St. Petersburg allein schickt von diesem Artikel jährlich ein paarmal hunderttausend Stück zum Handel, und zwar größtentheils nach Holland, Hamburg, Lübeck, und Ostende. Hamburg handelt stark mit russischen Hasenfellen, und verkauft sie nach 100 Stück in Banko, die böhmischen u. litthauischen aber nach 104 Stück. Die letzteren sind um 25 Procent besser und theurer, als die böhmischen, und werden besonders über Danzig, Königsberg und Elbing ausgeführt …
Noch ist auch zu merken, daß die russischen Hasenfelle (Russaki) nur zu Pelzen gebraucht werden können, weil sie ihre Farbe behalten; die Saizi aber verändern dieselbe.
Auch der Artenschutz war bereits ein Thema:

Die beste Zeit zum Einkauf der böhmischen und mährischen Hasenbälge zu Leipzig und Hamburg, wo ein starker Markt davon gehalten wird, ist zu Leipzig auf der Neujahrsmesse, zu Hamburg gegen Lichtmeß. Diese gehen stark nach England. Die böhmischen und mährischen sind zwar, laut einer Zollverordnung vom J. 1786, auszuführen verboten; der Schleichhandel findet aber doch schon Auswege dazu. Nach eigenen Verordnungen sollte auch in Frankreich bei Strafe kein Hasenhaar zu Hüten verarbeitet werden; heutiges Tages werden indessen jene Gebote nicht mehr beobachtet; man sieht vielmehr dem Werkmeister durch die Finger.
1762 wurde zur Verwendung weißer Hasenfelle gesagt, dass die langen Haare sie als gutes Pelzfutter für Winterkleidung und zu Aufschlägen geeignet machen.
Wie bereits erwähnt, wurden mehr Felle für den Hut- als für den Pelzhandel verbraucht. Idealerweise eignen sich hierfür nur die Felltypen, die der Kürschner nicht mag, bei denen das Haar kraus und verfilzt ist und die sich gerade deshalb zur Herstellung von Hutfilzen eignen. Noch 1920 war die Haarschneiderei, wahrscheinlich hauptsächlich von Kaninfellen, einer der wichtigsten Zweige der Rauchwarenindustrie.

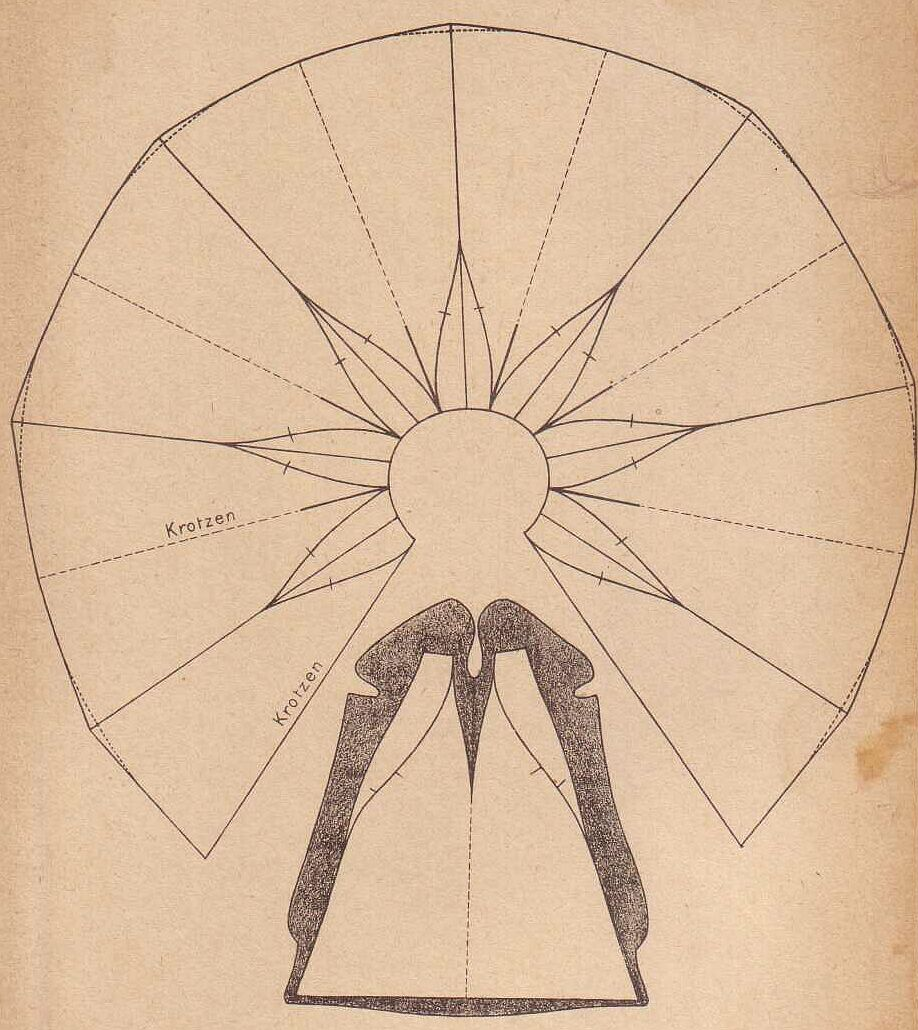
Verarbeitung von Hasen- oder Kaninfellen zu einer Pelerine (1895)

Ende 1800 bildeten schwarzgefärbte Hasenfelle einen Haupthandelsartikel der Rauchwarenbranche. Heute werden im Fellgroßhandel nur noch wenige vorkonfektionierte Hasenfelltafeln zur Weiterverarbeitung angeboten. Außer gelegentlich zu Decken und Besätzen findet der Hasenpelz zumindest in Mitteleuropa derzeit fast keine Verwendung. Wegen des niedrigen Preises und der geringen Beanspruchung wurden Hasenfelle eine Zeitlang auch zu Kindermänteln gearbeitet. Walter Fellmann berichtet auch von Fellen, die angeblich zu der Zeit zu Kopfbedeckungen verarbeitet wurden. Sie wären 1830 durch die „Hasenklage“ aktenkundig geworden, als die Mode plötzlich Seidenhüte bevorzugte, was bei den auf das Zurichten der Felle spezialisierten Kürschnern Bestürzung auslöste. Um das Jahr 1890, der ersten „Hausse“ um das Hasenfell, gab es erneuten Ärger, als „vorwiegend von Berliner Pelzkonfektionshäusern ausgehend, namentlich Muffe zu geradezu erstaunlich billigen Preisen auf den deutschen Pelzwarenmarkt“ geworfen wurden, was „sehr viel Verdruss und Geschäftszerstörung hinterließ. Die schwarzgefärbten Felle rissen bei der Verarbeitung oft wie Zunder aus und konnten deshalb fast nie ohne zuvoriges Hinterpflastern von Kautschuk (Guttapercha) zu vorübergehend einigermaßen haltbaren Muffen verarbeitet werden.“ Noch bis in das Jahrzehnt des Ersten Weltkrieges hinein war Kaninfell, gewöhnlich schwarz gefärbt, „ein geringwertiges Material für den Kürschner, an dem weder dieser, noch der Träger der daraus gefertigten Pelzsachen allzuviel Freude hatte“. Eine Verbesserung brachte es, als man begann, Hasenwammen und Hasenrücken getrennt zu färben. Damit erhielt man zwei grundverschiedene und recht unterschiedlich haltbare, für Verbrämungen geeignete Artikelarten. Meist wurden russische Hasenfelle verwendet, die deutschen, schwierig zu färbenden Landhasen nur in bescheidenem Ausmaß. Um 1935 gab es in Leipzig Betriebe, deren Farbskala für Hasenfelle über 200 unterschiedliche Farbnuancen aufwies.
Weiße Hasenfelle wurden in Russland für besonders leichte und doch warme Deckbetten und für Frauenpelze verwendet. – Auch die Verwendung „für Bühnenzwecke“ wurde in einem Rauchwarenveredler-Fachbuch genannt.
1841 erwähnt Brockhaus die Verwertung der Hasenfellreste, die zu sogenannten Säcken vorkonfektioniert wurden, Rücken-, Seiten-, Bauch- und Ohrensäcke: „Die Ohrensäcke sind auf beiden Seiten behaart, haben wegen der schwarzen Spitzen der Ohren ein hermelinartiges Aussehen und sind deshalb besonders beliebt.“ Allerdings unterscheidet Brockhaus hier nicht zwischen Kaninchen- und Hasenfellen. Die in Sibirien heimischen Tungusen verwendeten von den Schneehasen nur die Hälfte der Ohren, die eine glänzend schwarze Spitze aufwiesen. Eine verkäufliche, seidenweiche Decke bestand aus nicht weniger als 1800 Hasenohren.
Hasenfelle wurden wie Kaninfelle gerupft, geschoren und in alle möglichen Farben gefärbt. Französische und danach belgische Pelzveredler galten um 1900 dafür als unübertroffen. 1937 stellt ein Leipziger Veredlerfachbuch fest, dass die russischen Hasenfelle nur zugerichtet (gegerbt) in den Handel kommen; beim Färben ist die schwere Annetzbarkeit der Hasenfelle und die besonders harte Schuppenschicht ihres Haares besonders zu berücksichtigen … Die Hasenfelle sind so schwer annetzbar, weil sich zwischen den vielen eng aneinanderliegenden leicht gekrümmten Flaumhaaren der Unterwolle Luftbläschen eingelagert haben, die dem Eindringen des Wassers Widerstand bieten … Hasenfelle färben sehr schwach an, deshalb muss die Farbstoffkonzentration sehr stark sein, Farbflotten, die auf weichhaarigen Fellen lebhafte bunte Farbtöne ergeben, färben Hasenfelle nur ganz zart und gedeckt … Beim Läutern (Reinigen mit Holzmehl) der gefärbten Hasen ist sehr vorsichtig zu verfahren, da diese sich sehr leicht verfilzen.
1928 heißt es in einem Fachbuch rigoros: „Aus Hasen macht man keine Mäntel“, nur Kragen. Ein Artikel bemerkte zur Verwendung als Kragen, wenn die Felle im rund abgezogenen Zustand weiterverarbeitet werden: „Soweit Mantelkragen aus ganzen Rundfellen gearbeitet werden, wird das Fell so aufgesetzt, dass das dichthaarige Rückenteil auch die Außenseite des Kragens bildet.“ Während der Wirtschaftskrise in den 1920er Jahren ersetzte das Hasenfell allerdings das ohnehin schon preiswerte, bis dahin bevorzugte Kaninchenfell.
Bei der Verarbeitung zu größeren Bekleidungsstücken oder Felldecken ist die Verarbeitung durch den Kürschner wie bei Kaninfellen, die Felle werden nach Farbe und Rauche sortiert; für Jacken oder Mäntel werden sie denkbar einfach mit geraden Nähten in Zeilen über- und nebeneinander gesetzt. Charakteristisch für Hasenfelle ist der meist kahle Nacken, der mit einem so genannten „Zungenschnitt“ ausgebessert werden muss. Eine weitere Eigentümlichkeit aller Hasenarten ist, dass die Hinterläufe ziemlich weit herein ins Fell glatt sind. Diese Teile werden entweder ausgeschnitten und durch passende Stücke ersetzt oder ebenfalls durch einen Zungenschnitt beseitigt. Rücken und Wamme wurden häufig getrennt verwertet.

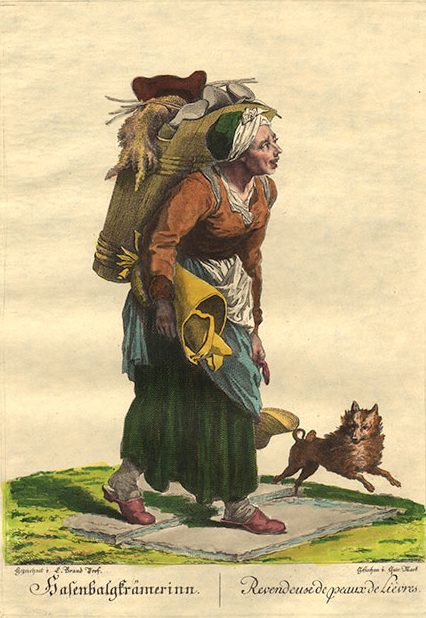
Hasenbalgkrämerin. Das männliche Gegenstück zur Hasenbalgkrämerin war der Hasenhäutlmann (Österreich). Sie standen am Ende der Kette der Wildverwertung, die wegen der nicht vorhandenen Kühlmöglichkeiten rasch erfolgen musste. (1775)

Für einen Mantel veranschlagte man nach der üppigeren Mode von 1965 40 bis 50 graue Hasenfelle. (sogenanntes Mantel-„Body“), allerdings auch mit dem Hinweis, sie würden nur vereinzelt zu Mänteln verarbeitet, die weißen meist gefärbt für Besätze. Zugrundegelegt wurde eine Tafel mit einer Länge von 112 Zentimetern und einer durchschnittlichen Breite von 150 Zentimetern und einem zusätzlichen Ärmelteil. Das entspricht etwa einem Fellmaterial für einen leicht ausgestellten Mantel der Konfektionsgröße 46 des Jahres 2014. Die Höchst- und Mindest-Fellzahlen können sich durch die unterschiedlichen Größen der Geschlechter der Tiere, die Altersstufen sowie der Herkunft ergeben. Je nach Pelzart wirken sich die drei Faktoren unterschiedlich stark aus.

## Zahlen, Fakten
- 1838 bis 1841

| Ausfuhr an Pelzwerk aus dem Hafen von St. Petersburg | Ausfuhr an Pelzwerk aus dem Hafen von St. Petersburg | Ausfuhr an Pelzwerk aus dem Hafen von St. Petersburg | Ausfuhr an Pelzwerk aus dem Hafen von St. Petersburg | Ausfuhr an Pelzwerk aus dem Hafen von St. Petersburg |
| Fellart                                              | 1838                                                 | 1839                                                 | 1840                                                 | 1841                                                 |
| ---------------------------------------------------- | ---------------------------------------------------- | ---------------------------------------------------- | ---------------------------------------------------- | ---------------------------------------------------- |
| Eichhorn-Felle                                       | 380.060                                              | 2.010.266                                            | 674.506                                              | 1.080.347                                            |
| Eichhorn-Schwänze                                    | 1.796.012                                            | 1.856.849                                            | 2.330.950                                            | 1.955.345                                            |
| Hasen, graue                                         | 44.650                                               | 91.819                                               | 128.610                                              | 39.367                                               |
| Hasen, weiße                                         | 8.900                                                | –                                                    | 6.000                                                | 27.120                                               |
| Hermeline                                            | 45.320                                               | 56.680                                               | 18.193                                               | 65.130                                               |
| Katzen                                               | 411                                                  | 1.164                                                | 1.246                                                | –                                                    |
| Dachse                                               | 154                                                  | 1.961                                                | 1.679                                                | 541                                                  |
| Zobel                                                | 710                                                  | 53                                                   | 30                                                   | –                                                    |

### Schneehase
- 1925 bot der Rauchwarengroßhändler Jonni Wende an:

Schneehasen, weiß, blau- oder chinchillagefärbt, je 4 bis 8 Reichsmark.
- 1930 wurde bei allgemeiner Zustimmung vorgeschlagen, Hasen- und Kaninfelle ab dem 1. Januar 1931 in Deutschland nur noch ohne Pfoten aufzukaufen, da die Pfoten für die Verarbeitung nicht benötigt wurden und durch das geringere Gewicht durchschnittlich 10 Prozent Transportkosten eingespart würden, zumal die deutsche Hutfabrikation mit Vorliebe im Ausland kaufte, weil sie die Ware dort pfotenfrei bekam.[45]
- Vor 1944 betrug der Höchstpreis für Hasenfelle:

Ganzhasen, weiß oder gefärbt 6,- RM; Hasenwammen, weiß oder gefärbt 3,75 RM.
- 1950 soll der Weltanfall an weißen Hasen um 1950 2 bis 3 Millionen Felle betragen haben, davon allein eine halbe Million aus der Sowjetunion. 1998 waren keine aktuelleren Zahlen bekannt. Als das beste Herkommen galt Kurgan in Sibirien.
- 1956/66 waren fast 3 Millionen Schneehasenfelle in den Handel gekommen.[47] 1971 wurde für die Mongolische Volksrepublik ein jährliches Aufkommen von 40.000 Fellen erwähnt, was bei der gewaltigen Größe des Landes und der weiten Verbreitung des Hasen als recht bescheiden angesehen wurde.[48]

## Anmerkung
1. 1 2  Der angegebene vergleichende Wert (Koeffizient) ist das Ergebnis vergleichender Prüfung durch Kürschner und Rauchwarenhändler in Bezug auf den Grad der offenbaren Abnutzung. Die Zahlen sind nicht eindeutig, zu den subjektiven Beobachtungen der Haltbarkeit in der Praxis kommen in jedem Einzelfall Beeinflussungen durch Gerbung und Veredlung sowie zahlreiche weitere Faktoren hinzu. Eine genauere Angabe könnte nur auf wissenschaftlicher Grundlage ermittelt werden.

Die Einteilung erfolgte in Stufen von jeweils 10 Prozent, nur die schwächsten Arten bekamen die Wertklasse von 5 bis 10 Prozent. Die nach praktischer Erfahrung haltbarsten Fellarten wurden auf 100 Prozent gesetzt.